# بيجو 106
بيجو 106 (بالفرنسية: Peugeot 106) هي سيارة صغيرة فرنسية ركبت من طرف بيجو ما بين 1991 و2003 (تم تطوير التصميم في 1996) عرفت هذه السيارة رواجا كبيرا على طول 12 سنة من الوجود. عدد الوحدات المباعة هو 2798200 وحدة على مدار تاريخ التصنيع.